# Зоряні війни: Святковий спецвипуск

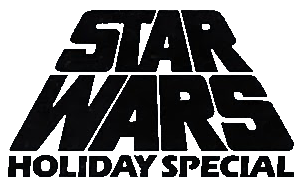

The Star Wars Holiday Special — спеціальний американський телевізійний епізод 1978 року, прем'єра якого відбулася 17 листопада 1978 року на каналі CBS. Події розгортаються у всесвіті науково-фантастичної франшизи «Зоряні війни». Знятий режисером Стівом Біндером, це був перший спін-оф «Зоряних воєн», дія якого розгортається між подіями оригінального фільму та невипущеним на той час продовженням «Імперія завдає удару у відповідь» (1980). У ньому знявся головний акторський склад оригінальної трилогії, а також було представлено персонажа Бобу Фетта, який з'явився в пізніших фільмах.
У сюжетній лінії, яка йде за подіям оригінального фільму, Чубакка та Хан Соло направляються на рідну планету Вукі Кашиїк, щоб відсвяткувати День життя. Їх переслідують агенти Галактичної Імперії, які шукають на планеті членів Альянсу повстанців. Спеціальний випуск представляє трьох невідомих на той час членів родини Чубакки: його батька Ітчі, дружину Маллу та сина Лампі.
У програмі також представлені решта головних персонажів «Зоряних воєн», включаючи Люка Скайвокера, C-3PO, R2-D2, Дарта Вейдера та принцесу Лею. Дія відбувається в космосі, у кантині у Мос Ейслі, та на космічних кораблях, включаючи «Тисячолітній Сокіл» і Зоряний крейсер.
Цей спецепізод став відомим завдяки надзвичайно негативним відгукам критиків та глядачів, тому після прем'єри ніколи не транслювався й не був офіційно випущеним для домашнього відео. З цієї причини фанати франшизи переглядали та розповсюджували його у формі піратських копій, зроблених з оригінальної телепередачі. Станом на 2022 рік, повний оцифрований епізод є у вільному доступі на платформі YouTube.

## Сюжет
Епізод розповідає про приготування та святкування Дня життя у родині Чубакки, який в супроводі Хана Соло відправляється додому на «Тисячолітньому соколі», щоб побачити свою родину. На шляху додому головні герої потрапляють у вир пригод, тікаючи від імперських кораблів. Тим часом на Кашиїку родина Чубакки готується до його повернення. Його дружина Малла запускає комп'ютерне сканування, щоб знайти корабель Хана «Тисячолітній сокіл» але безуспішно.
Малла зв'язується з Люком Скайвокером, який разом з R2-D2 лагодить винищувач X-wing. Люк каже їй, що не причин затримки Чубакки й Хана. Тоді Малла зв'язується з Сауном Данном, місцевим торговцем. Він повідомляє їй, що Чубакка з Ханом уже в дорозі та прибудуть незабаром. Потім Малла безуспішно намагається приготувати страву за інструкціями з кулінарного шоу, яке веде по телевізору чотирирукий кухар Гормаанда.
Саун приїжджає з подарунками до Дня життя для родини Чубакки, зокрема голограмою для батька Чубакки, Ітчі. «Тисячолітній сокіл» прилітає до Кашиїка, але Хан помічає імперські сили, тому спрямовує корабель до неохоронюваній зоні на півночі планети. Малла в той час чує прибуття корабля і відчиняє двері. Але на порозі виявляються двоє імперських штурмовиків і офіцерів. Офіцер наказує обшукати будинок. Сауну та іншим вдається відволікти їх їжею та музичною скринькою Малли. Лампі в той час переглядає мультфільм про пошуки своїм батьком і Ханом талісмана, і їх рятує від чудовиська Боба Фетт, а потім допомагає вилікувати Хана від вірусу сну. Далі Лампі дізнається про присутність імперців і підробляє голос їхнього командира, щоб змусити піти. Для цього йому спочатку доводиться переглянути інструкцію до пристрою, яку представляє несправний, некомпетентний дроїд. Імперці отримують «обов'язкове для перегляду» відео, де зображено Акмену, яка керує кантиною «Мос Ейслі» на Татуїні. До Акмени звертається закоханий шанувальник Крельман, який неправильно зрозумів те, що вона нещодавно сказала йому. Акмена співає прощальну пісню. Лампі слідом підробляє наказ «повернутися на базу». Вони йдуть, але один штурмовик залишається і розуміє, що їх обдурили. Він знаходить Лампі і ламає пристрій, а потім жене Лампі назовні.
Хан і Чубакка в цей час дістаються до будинку. Хан убиває штурмовика, Саун доповідає його командиру, що штурмовик викрав припаси та дезертирував. Небезпеки вдалося уникнути, сім'я готується йти на свято до великого Дерева Життя. Вони беруть сяйливі кулі та прибувають до Дерева Життя, де вже зібралося багато персонажів, у тому числі Лея, C-3PO та R2-D2. Лея виголошує коротку промову та співає пісню на святкування. Чубакка згадує свої пригоди під час подій оригінального фільму. Родина Вукі сідає за святковий стіл.

## Акторський склад
- Марк Гемілл — Люк Скайвокер
- Гаррісон Форд — Хан Соло
- Керрі Фішер — принцеса Лея
- Ентоні Деніелс — C-3PO
- Пітер Мейхью — Чубакка
- Джеймс Ерл Джонс — Дарт Вейдер (голос)
- Беатріс Артур — Акмена
- Арт Карні — торговець Саун Данн

Кенні Бейкер, який у фільмі керував R2-D2 зсередини, не брав участі у спецвипуску. В спецепізоді дроїд працював на радіокеруванні, яким займався Мік Гарріс (секретар Лукаса), тому у титрах вказано, що R2-D2 грає самого себе.
Оскільки Джеймса Ерла Джонса спочатку не було в титрах до «Зоряних війн», у спеціальному випуску його вперше представлено як голос Дарта Вейдера.

## Виробництво та прем'єра
Хоча Лукас не вказаний у титрах, але це була його ідея побудувати розповідь навколо родини Чубакки. Описуючи оригінальні «Зоряні війни» та плануючи потенційне продовження серії, Лукас уявляв епізод як «фільм лише про Вукі, нічого більше». Після успіху оригінального фільму його акторський склад кілька разів з'являвся на телевізійних шоу. За словами Чарльза Ліппінкотта, який був керівником відділу маркетингу корпорації «Зоряні війни», ідея створення спецвипуску належить CBS.
Телекомпанія CBS найняла досвідчених сценаристів і продюсерів, у тому числі письменника Брюса Віланча, який був стурбований рішенням зосередити спеціальну програму персонажах, які розмовляють вигаданою мовою без субтитрів. Попри це, Лукас не поступився і у центрі епізоду залишилася родина вукі.
Спеціальний випуск повністю транслювався лише один раз у Сполучених Штатах, у п'ятницю, 17 листопада 1978 року (за тиждень до Дня подяки), у телевізійній мережі CBS з 20:00 до 22:00 за східним стандартним часом (EST), перед «Диво-жінкою» та «Неймовірним Галком». В той самий день його також транслював канадський телеканал CTV з 19:00 до 21:00 за східним стандартним часом.

## Критика
Святковий епізод було розкритиковано професіональними оглядачами та шанувальниками «Зоряних воєн». Джеррі Бак у листопаді 1978 року в огляді для Associated Press назвав програму «жувальною гумкою для мозку». Девід Гофстеде, автор книги «Про що вони думали?: 100 найдурніших подій в історії телебачення», поставив святкову спеціальну програму на перше місце, назвавши її «найгіршими двома годинами в історії телебачення». На веб-сайті Rotten Tomatoes фільм отримав 25 % схвальних відгуків на основі 16 рецензій із середньою оцінкою 3,4/10.
Всупереч провалу випуску одразу після прем'єри, у 2008 році 59 % глядачів в онлайн-опитуванні серед спеціалізованих різдвяних випусків обрали спецепізод Зоряних воєн для показу в Paley Center for Media, який переміг «Різдво Чарлі Брауна» (34,6 %), «Як Грінч вкрав Різдво!» (31,3 %) і «Червононосий північний олень Рудольф» (28,4 %).
Хоча на телебаченні телефільм транслювали лише один раз, з розвитком технологій піратські записи спеціального епізоду було завантажено в Інтернет і він став культовою класикою серед шанувальників «Зоряних воєн».
У 2011 році повна версія мультфільму, частина якого була у спецепізоді, з'явився як пасхальне яйце у Blu-ray релізі «Зоряні війни: повна сага», що робить його єдиною частиною спеціального фільму, офіційно випущеною у будь-якому домашньому відеоформаті. Мультфільм також вийшов на Disney+ 2 квітня 2021 року під назвою «The Story of the Faithful Wookiee».

## Спадщина
Після того, як персонаж Боба Фетт і планета Кашиїк були представлені у телефільмі, вони почали грати невіднятні ролі у франшизі, де вперше з'явившись у фільмах «Імперія завдає удару у відповідь» і «Помста ситхів».
День життя також згадувався у першому епізоді канонічного серіалу «Мандалорець» (2019).